# Jarkko Ruutu
Jarkko Ruutu (né le 23 août 1975 à Vantaa en Finlande) est un joueur professionnel finlandais de hockey sur glace. Il occupe la position d'ailier.

## Carrière professionnelle
Ruutu commence le hockey en jouant pour le club du HIFK dans la ligue junior de Finlande  en 1991-1992. En 1995-1996, il rejoint l'Amérique du Nord pour une saison dans l'Université technologique du Michigan du championnat universitaire (division Western Collegiate Hockey Association).
La saison d'après, Ruutu retourne jouer en Finlande et commence sa carrière professionnelle avec son club formateur, le HIFK mais cette fois-ci dans le championnat sénior (SM-liiga).
Il a été choisi par les Canucks de Vancouver comme leur troisième sélection, au 68e rang, dans le repêchage de 1998 de la Ligue nationale de hockey.
Au cours de la saison 2005-2006, il connaît sa meilleure saison (jusque-là) avec dix buts, et sept passes (17 points) pour 142 minutes de pénalités. Au cours du lock-out de 2004-2005, Ruutu retourne jouer avec l'HIFK, et il bat le record du SM-liiga pour les minutes de punitions (qui a déjà été éclipsé par Matt Nickerson).
Ruutu a joué de plus en plus chaque saison à Vancouver. Il se délecte de son rôle comme l'agitateur de l'équipe. Au cours de la saison 2005-2006, il a parfois évolué comme membre de la première ligne offensive Vancouver, ainsi que lors des supériorités numériques. Cependant, les Canucks le placent sur leur liste d'agents libres.
Le 4 juillet 2006, il rejoint l'effectif des Penguins de Pittsburgh et avec l'équipe 2006-2007 des Penguins, ils parviennent pour la première fois aux séries éliminatoires depuis 2002 mais ils perdent au premier tour contre les Sénateurs d'Ottawa. Avec l'équipe 2007-2008, il parvient à la finale de la Coupe Stanley mais finalement l'équipe perd au sixième 4 matchs à 2 après avoir remporté le cinquième match de la finale sur la glace des Red Wings de Détroit au bout de trois prolongations.
Le 2 juillet 2008, il signe un contrat de trois ans d'une valeur estimée de 3,9 millions de dollars avec les Sénateurs d'Ottawa.

## Statistiques
| Saison     | Équipe                   | Ligue      |     | Saison régulière | Saison régulière | Saison régulière | Saison régulière | Saison régulière |   | Séries éliminatoires | Séries éliminatoires | Séries éliminatoires | Séries éliminatoires | Séries éliminatoires |
| Saison     | Équipe                   | Ligue      | PJ  | B                | A                | Pts              | Pun              | PJ               | B | A                    | Pts                  | Pun                  |                      |                      |
| 1995-1996  | Huskies de Michigan Tech | NCAA       | 38  | 12               | 10               | 22               | 96               | -                | - | -                    | -                    | -                    |                      |                      |
| 1996-1997  | HIFK                     | SM-liiga   | 48  | 11               | 10               | 21               | 155              | -                | - | -                    | -                    | -                    |                      |                      |
| 1997-1998  | HIFK                     | SM-liiga   | 37  | 10               | 10               | 20               | 166              | 9                | 7 | 4                    | 11                   | 10                   |                      |                      |
| 1998-1999  | HIFK                     | SM-liiga   | 25  | 10               | 4                | 14               | 136              | 9                | 0 | 2                    | 2                    | 43                   |                      |                      |
| 1999-2000  | Crunch de Syracuse       | LAH        | 65  | 26               | 32               | 58               | 164              | 4                | 3 | 1                    | 4                    | 8                    |                      |                      |
| 1999-2000  | Canucks de Vancouver     | LNH        | 8   | 0                | 1                | 1                | 6                | -                | - | -                    | -                    | -                    |                      |                      |
| 2000-2001  | Blades de Kansas City    | LIH        | 46  | 11               | 18               | 29               | 111              | -                | - | -                    | -                    | -                    |                      |                      |
| 2000-2001  | Canucks de Vancouver     | LNH        | 21  | 3                | 3                | 6                | 32               | 4                | 0 | 1                    | 1                    | 8                    |                      |                      |
| 2001-2002  | Canucks de Vancouver     | LNH        | 49  | 2                | 7                | 9                | 74               | 1                | 0 | 0                    | 0                    | 0                    |                      |                      |
| 2002-2003  | Canucks de Vancouver     | LNH        | 36  | 2                | 2                | 4                | 66               | 13               | 0 | 2                    | 2                    | 14                   |                      |                      |
| 2003-2004  | Canucks de Vancouver     | LNH        | 71  | 6                | 8                | 14               | 133              | 6                | 1 | 0                    | 1                    | 10                   |                      |                      |
| 2004-2005  | HIFK                     | SM-liiga   | 50  | 10               | 18               | 28               | 215              | 3                | 0 | 0                    | 0                    | 41                   |                      |                      |
| 2005-2006  | Canucks de Vancouver     | LNH        | 82  | 10               | 7                | 17               | 142              | -                | - | -                    | -                    | -                    |                      |                      |
| 2006-2007  | Penguins de Pittsburgh   | LNH        | 81  | 7                | 9                | 16               | 125              | 5                | 0 | 0                    | 0                    | 10                   |                      |                      |
| 2007-2008  | Penguins de Pittsburgh   | LNH        | 71  | 6                | 10               | 16               | 138              | 20               | 2 | 1                    | 3                    | 26                   |                      |                      |
| 2008-2009  | Sénateurs d'Ottawa       | LNH        | 78  | 7                | 14               | 21               | 144              | -                | - | -                    | -                    | -                    |                      |                      |
| 2009-2010  | Sénateurs d'Ottawa       | LNH        | 82  | 12               | 14               | 26               | 121              | 5                | 2 | 0                    | 2                    | 32                   |                      |                      |
| 2010-2011  | Sénateurs d'Ottawa       | LNH        | 50  | 2                | 8                | 10               | 59               | -                | - | -                    | -                    | -                    |                      |                      |
| 2010-2011  | Ducks d'Anaheim          | LNH        | 23  | 1                | 1                | 2                | 38               | 3                | 0 | 0                    | 0                    | 12                   |                      |                      |
| 2011-2012  | Jokerit Helsinki         | SM-liiga   | 59  | 14               | 21               | 35               | 192              | 10               | 1 | 2                    | 3                    | 33                   |                      |                      |
| 2012-2013  | Jokerit Helsinki         | SM-liiga   | 48  | 12               | 17               | 29               | 122              | 6                | 0 | 1                    | 1                    | 14                   |                      |                      |
| 2013-2014  | Jokerit Helsinki         | Liiga      | 51  | 10               | 11               | 21               | 86               | 2                | 0 | 1                    | 1                    | 0                    |                      |                      |
| 2014-2015  | HC Bienne                | LNA        | 4   | 0                | 0                | 0                | 14               | -                | - | -                    | -                    | -                    |                      |                      |
| Totaux LNH | Totaux LNH               | Totaux LNH | 652 | 58               | 84               | 142              | 1 078            | 58               | 5 | 5                    | 10                   | 114                  |                      |                      |

## Carrière internationale
- Joua avec l'équipe de la Finlande dans quelques Championnats du monde de hockey
- Joua pour la Finlande à la Coupe du monde de hockey en 2004.
- Gagna une médaille d'argent avec l'équipe de Finlande aux Jeux olympiques d'hiver de 2006.

### Statistiques en équipe nationale
| Année | Équipe   | Compétition          |    | PJ | B | A | Pts | Pun                |  | Résultats |
| 1998  | Finlande | Championnat du monde | 10 | 1  | 0 | 1 | 16  | Médaille d'argent  |  |           |
| 2001  | Finlande | Championnat du monde | 9  | 1  | 0 | 1 | 10  | Médaille d'argent  |  |           |
| 2002  | Finlande | Jeux olympiques      | 4  | 0  | 0 | 0 | 4   | 6e place           |  |           |
| 2004  | Finlande | Championnat du monde | 6  | 0  | 0 | 0 | 20  | 6e place           |  |           |
| 2004  | Finlande | Coupe du monde       | 4  | 0  | 0 | 0 | 6   | Médaille d'argent  |  |           |
| 2005  | Finlande | Championnat du monde | 7  | 1  | 0 | 1 | 4   | 7e place           |  |           |
| 2006  | Finlande | Jeux olympiques      | 8  | 0  | 0 | 0 | 31  | Médaille d'argent  |  |           |
| 2006  | Finlande | Championnat du monde | 9  | 0  | 3 | 3 | 34  | Médaille de bronze |  |           |
| 2007  | Finlande | Championnat du monde | 9  | 0  | 1 | 1 | 29  | Médaille d'argent  |  |           |
| 2009  | Finlande | Championnat du monde | 6  | 0  | 2 | 2 | 10  | 5e place           |  |           |
| 2010  | Finlande | Jeux olympiques      | 6  | 2  | 1 | 3 | 14  | Médaille de bronze |  |           |

## Parenté dans le sport
- Frère des joueurs Mikko et Tuomo Ruutu[4].